# アジャスト
アジャストとは、カイロプラクティックにおいて、脊椎及び骨盤に対して手もしくは器具を用いて椎骨、仙骨、腸骨を矯正する行為。結果として関節及び周辺軟部組織、椎間板などに影響を与える可能性がある。
骨の傾きやズレを検査により導き出し（リスティング）それに対応した部位にコンタクトし瞬間的に矯正する。アジャストはテクニックにより矯正方法や概念が異なり、必ずしも上記の事をアジャストと称さないテクニックも存在する。簡便に解釈するならば神経圧迫を開放するための手段ということになる。多くのカイロプラクティックテクニックのアジャストは人体に負担をかけないためにスピードと正確性が求められる。近年では神経系を保護する硬膜や内臓に対してのアプローチでもアジャストと呼ばれることもある。
テクニックによる相違はメジャー（カイロプラクティックにおいて一番の原因となる骨、軟部組織）をどこに定めるかによって異なる。主流なテクニックはディバーシファイド、ガンステッド、アクティベータ、SOT（仙骨頭蓋矯正法）、AK（アプライド・キネシオロジー）、COX（コックス牽引）、上部頚椎テクニックなどがある。